# Henri Girardet
Pour les articles homonymes, voir Girardet.
Léopold-Henri Girardet (Brienz, 21 septembre 1848 - Neuchâtel, 10 décembre 1917) est un artiste peintre, lithographe, graveur et sculpteur franco-suisse.

## Biographie
Henri Girardet appartient à une famille d'artistes, les Girardet ; son grand-père est le graveur Charles Girardet et son père est le peintre-graveur Édouard Girardet. Ce dernier a trois autres fils, tous artistes : Pierre (1850–1884), Robert (1851–1900) et Max (1857–1927). 
Henri et sa famille s'installent en 1857 dans les environs de Paris. Là, il reçoit un apprentissage en dessin de son père puis travaille principalement pour le marchand d'art Adolphe Goupil, ainsi que pour la revue Le Magasin pittoresque à laquelle il fournit quantité d'illustrations. 
Outre à Paris, Henri voyagea à travers la France, l'Afrique du Nord et l'Italie. Dès 1874, il expose ses œuvres peintes au Salon de Paris, et ce, régulièrement, jusqu'au moins en 1904. À partir de 1887, il est de nouveau contraint de vivre en Suisse pour des raisons financières, d'abord à Brienz (Berne), puis à Neuchâtel. 
Il produisit des scènes de genre peintes, gravées et dessinées (eaux-fortes et lithographies) ainsi que des bustes et des médaillons.